# Otto II de Poméranie
Otto II de Poméranie (né vers 1380 – 27 mars 1428) de la maison de Greifen fut co-duc de Poméranie-Stettin (1412-1428) avec son frère Casimir V de Poméranie.

## Biographie
Otto II est le fils aîné du duc Świętobór/Swantibor Ier (III) de Poméranie-Stettin et de son épouse Anne de Hohenzollern.
Quand Otto atteint l'âge de 20 ans son père tente de lui obtenir l'archevêché de Riga, conte la volonté de l'Ordre Teutonique, qui lui préfère Jean de Wallenrode comme archevêque. Otto est néanmoins confirmé comme archevêque en 1394 par le roi des romains Venceslas et en 1396, il se rend à Dorpat, où il contracte une alliance avec le grand-duc Vytautas le Grand de Lituanie. Au cours des années suivantes la volonté de l'ordre Teutonique prévaut et Otto doit retourner en Poméranie et cette tentative demeure sans résultat.
Le père d'Otto, le duc Swantibor III, avait été gouverneur du Mittelmark, une partie du Brandebourg depuis 1409. Quand le burgrave Frédéric VI de Nuremberg, futur électeur Frédéric Ier de Brandebourg, est nommé margrave de Brandebourg par l'empereur Sigismond Ier du Saint-Empire le duc Swantibor perd sa fonction de gouverneur de la Mittelmark, ce qui entraine un conflit armé entre eux. Swantibor se retire en 1412 et laisse le gouvernement à ses deux fils Otto II et Casimir V. Ils combattent contre le Brandebourg lors de la bataille de Kremmer Damm le 12 octobre 1412.
À la mort du duc Swantibor III le 21 juin 1413, Otto II et Casimir V décident de régner conjointement sur la 
Poméranie-Stettin alors que la guerre contre le Brandebourg se poursuit. En 1415, l'empereur Sigismond met au ban de l'Empire Otto II et Casimir V, à la demande de Frédéric Ier. le 16 décembre 1415, les deux frères signent un traité de paix avec Frédéric Ier à Eberswalde. La Poméranie abandonne l'Uckermark, Boitzenburg et Zehdenick contre une compensation financière. Toutefois les combats se poursuivent avec des résultats variés. En 1419, Otto II s'empare de la cité de Prenzlau. Toutefois il subit une défaite capitale en 1420, à Angermünde et perd Prenzlau de nouveau. En 1425, Otto II et Casimir V réussissent à reprendre Prenzlau par surprise mais ils perdent de nouveau la place en 1426.
Le Brandebourg remet alors en cause l'Immédiateté impériale du duché de Poméranie en proclamant que la Poméranie est un fief du Brandebourg alors que le duc de Poméranie proclame qu'il a toujours été directement subordonné à l'Empire. En 1417, l'Empereur Sigismond investit Otto II de la Poméranie-Stettin, sous réserve des droits du Brandebourg mais en 1424, Casimir V est investi par le même empereur sans restriction. En 1426, Frédéric Ier de Brandebourg abdique en faveur de son fils aîné le margrave Jean IV de Brandebourg-Culmbach. Plus tard dans la même année, Otto II et Casimir V font la paix avec Jean dit l'Alchimiste et le 16 juin 1427, un traité de paix est signé à Templin entre Jean et l'ensemble des ducs de Poméranie. Otto II meurt le 27 mars 1428. À partir de cette date son frère Casimir V règne seul sur la Poméranie à Stettin.

## Union
Otto II épouse Agnès de Mecklembourg, une fille du duc Jean II de Mecklembourg-Stargard et de Wilheida de Lituanie. Ils n'ont pas d'enfant. Il a été parfois avancé qu'Otto avait épousé en premières noces une fille de Vytautas le Grand de Lituanie. Toutefois selon l'historien Martin Wehrmann, il n'y a aucune trace dans les sources d'une telle union et la rumeur en est peut-être liée à l'alliance conclue entre Otto et Vytautas.